# Bacino di raffreddamento

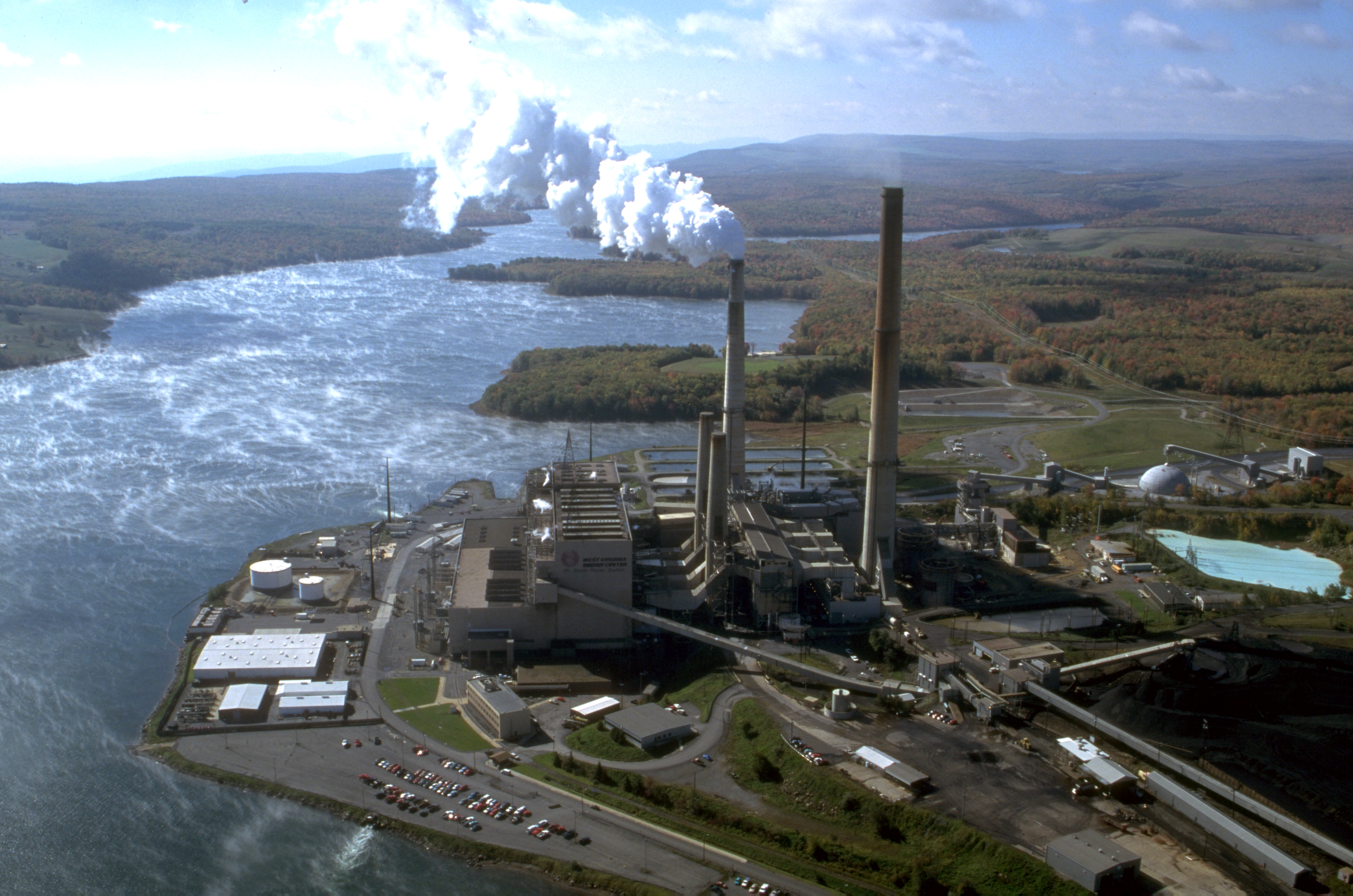
Il bacino di raffreddamento di una centrale a carbone in Virginia Occidentale.

Il bacino di raffreddamento è un bacino artificiale o naturale, con la funzione di raffreddare l'acqua calda in uscita dal condensatore di una centrale termoelettrica, sia tradizionale che nucleare.

## Descrizione
In un bacino di raffreddamento il calore in uscita dal condensatore di una centrale è ceduto all'atmosfera dell'acqua dalla superficie del laghetto attraverso la radiazione termica, la convezione, la conduzione e l'evaporazione. Affinché il bacino di raffreddamento trasferisca adeguatamente il calore all'ambiente deve avere un'ampia superficie, che può essere ulteriormente incrementata dalla presenza di nebulizzatori, con lo scopo di formare innumerevoli gocce d'acqua, incrementando così la superficie di scambio totale. Nonostante la presenza dei nebulizzatori un bacino occupa un'area maggiore rispetto a delle torri di raffreddamento della stessa capacità e la sua capacità di trasferimento del calore è notevolmente influenzata dalle condizioni climatiche locali.
Generalmente in un bacino di raffreddamento per ogni megawatt di potenza termica rilasciata devono corrispondere tra i 1500 m² e i 3500 m² di superficie, mentre per ogni gigawatt di potenza elettrica generata dall'impianto devono corrispondere 10 km³ di volume. L'acqua fredda del bacino viene pompata dall'impianto e fatta passare in un condensatore, dove raffredda e porta nuovamente allo stato liquido il vapore in uscita dalla turbina del generatore elettrico della centrale. L'acqua calda in uscita viene quindi reimmessa nel bacino di raffreddamento.